# アニャ・シリヤ
アニャ・シリヤ（Anja Silja、発音: [ˈanja ˈzɪlja] 1940年4月17日 - ）は、ドイツのソプラノ歌手。
わずか10歳で舞台に立ち、一種の「歌姫伝説」的な半世紀を超えるキャリアにおいてワーグナーをはじめとする広大なレパートリーを築き上げ、歌唱はもちろんのこと、オペラ役者としても傑出した能力を持つ歌手の一人として知られる。
名前の日本語表記は特に確定しておらず、例えば「アニア・シリア」という表記も見られる。

## 来歴
アニャ・シリヤ、本名アニャ・シリヤ・レギーナ・ラングヴァーゲン（Anja Silja Regina Langwagen）は1940年4月17日にベルリンで生まれる。生年月日については、1992年刊行の『新グローヴオペラ事典』など多くの「権威ある書物」では1935年4月17日としていたが、『ニューヨーク・タイムズ』専属の音楽評論家アンソニー・トンマジーニが2007年に行ったシリヤ本人へのインタビューの際に、シリヤが「（書物を書いた）人々は私に余計な5年を付け足した」とし、証拠として1940年4月17日と記されているパスポートをトンマジーニに見せている。また、トンマジーニによるインタビューの前にも、シリヤが1940年生まれであることを認識して書かれた記事もある。
役者を両親に持ったシリヤは祖父に師事し、早くから音楽の才能を見せる。10歳で初めてコンサートに出演し「神童」として注目される。やろうと思えばシャーリー・テンプルのようにハリウッドで子役として活躍することも可能だったが、祖父がこれを断った。それでも、シリヤは戦後のドイツで有名な存在となった。その後5年間続ヨーロッパ各地で大人のレパートリーを次々に歌ったが、プッチーニの『トスカ』と『蝶々夫人』、ヴェルディ『椿姫』、リヒャルト・シュトラウス『ナクソス島のアリアドネ』のツェルビネッタのアリアはまだ若すぎて歌えなかった、と本人は語っている。1956年、シリヤは16歳の誕生日を迎えてから間もなく、ブラウンシュヴァイクにおいてロッシーニ『セビリアの理髪師』のロジーナ役で正式にデビュー。1959年にはウィーン国立歌劇場とエクサン・プロヴァンス音楽祭にお目見えしてモーツァルト『魔笛』の夜の女王を演じた。このころはヴェルディ『イル・トロヴァトーレ』のレオノーラ、マスカーニ『カヴァレリア・ルスティカーナ』のサントゥッツァ、オッフェンバック『ホフマン物語』の第4のヒロイン、『後宮からの誘拐』のコンスタンツェおよび『コジ・ファン・トゥッテ』のフィオルティージといった役柄も演じていた。
1960年、シリヤはさらに大きな舞台に立つ。この年のバイロイト音楽祭での演目の一つである『さまよえるオランダ人』でゼンタ役にキャスティングされていたレオニー・リザネクが突然音楽祭から去り、リザネクの代役としてシリヤが選ばれた。このバイロイト出演を機に、当時の音楽監督ヴィーラント・ワーグナーと恋愛関係に落ち、ヴィーラントもまたシリヤの才能を認めた。バイロイトではゼンタのほか、『ローエングリン』のエルザ、『タンホイザー』のエリーザベトあるいはヴェーヌス、および『ニュルンベルクのマイスタージンガー』のエファの役柄で出演し、バイロイト以外でもヴィーラント演出による『トリスタンとイゾルデ』のイゾルデ、『指環』のブリュンヒルデ、ベートーヴェン『フィデリオ』のレオノーレ（フィデリオ）、リヒャルト・シュトラウス『エレクトラ』と『サロメ』のタイトル・ロール、さらにはベルク『ヴォツェック』のマリーと『ルル』のルルとして出演した。特に『ルル』はヴィーラントが生涯の最後に手掛けた演出作品であり、「6年間で36公演歌った」とシリヤは回想する。また、いわゆる「新バイロイト様式」による演出が常に論争を巻き起こしていたヴィーラントの演出にも影響を与えたとも回想し、「より人間性を強調するようになった」としている。
1966年10月17日、ヴィーラントはミュンヘンにおいて49歳で急死し、シリヤはショックのあまりワーグナー作品との距離を置くこととなる。ヴィーラント急逝の翌年1967年に開かれた大阪国際フェスティバルにおけるバイロイト音楽祭公演では、ヴィーラントが遺した演出による『ワルキューレ』でブリュンヒルデを演じたが、バイロイト音楽祭への出演は、大阪国際フェスティバルでの公演を含むこの1967年が最後となった。バイロイトでは、ヴィーラントが手掛けた作品のうち3つを除いた34公演に出演した。ヴィーラントを失ったシリヤは、1955年以降バイロイト音楽祭に出演していた指揮者のアンドレ・クリュイタンスと関係を持つこととなった。ところが、「ヴィーラントを通じて知り合った」クリュイタンスとの仲も、1967年6月3日にクリュイタンスがパリで急死したことにより不運の結末となった。シリヤによれば、ヴィーラントおよびクリュイタンスの訃報を聞いたのは、どちらもウィーンで公演中のことであった。ヴィーラントとクリュイタンスに死に別れた当時27歳のシリヤは早い引退をも模索するが、やがて立ち直り新たなレパートリーを加えることとなった。なお、シリヤはパリのクリュイタンスの自宅をのちに購入し、そこに住んでいる。
バイロイト音楽祭を含むワーグナーとの縁をいったん止めたシリヤは、1970年代に入ると『椿姫』や『ホフマン物語』などを演じたが、一連の公演を指揮していたのは、当時フランクフルト歌劇場音楽監督のクリストフ・フォン・ドホナーニであった。そのころのドホナーニは25年連れ添った最初の妻と離婚して子供が3人いる「男やもめ」であった。ドホナーニとは最終的に1970年代初頭に結婚し、1990年代まで連れ添った。ドホナーニとの結婚生活は公私ともに比較的順調であったが、1984年にドホナーニがクリーヴランド管弦楽団の音楽監督に就任すると、シリヤの生活に変化が出ることとなった。クリーブランドには歌劇場はなく、シリヤは「ドホナーニのファーストレディ」の座に甘んじた。堅苦しいクリーブランドでの生活に転機が訪れたのは、1989年にグラインドボーン音楽祭から要請され、ヤナーチェクの『イェヌーファ』にコステルニチカ役で出演したことである。やがてドホナーニと不和になったシリヤは25年におよぶ結婚生活にピリオドを打ってクリーブランドを去り、前述のクリュイタンス旧宅に移った。離婚の直前、シリヤはドホナーニが当時取り組んでいた『指環』の録音（デッカ・レコード）にフリッカ役で参加していたが、この録音は未完成に終わった。
シリヤはあくまで新しいレパートリーの開拓に熱心であり、1995年のグラインドボーン音楽祭ではヤナーチェク『マクロプロス家の事件』のエミリア・マルティ役に挑戦。55歳となっていたシリヤは、ニコラウス・レーンホフ演出による作品を深く研究し、不老不死の薬の力で337歳になっても生き続けるエミリアを年相応に見せて巧みに演じた。エミリア役は2001年にもグラインドボーン音楽祭とブルックリン音楽アカデミーでも、同じくレーンホフの演出で演じられた。また、『イェヌーファ』コステルニチカも、ロイヤル・オペラ・ハウス（コヴェント・ガーデン）における公演で、当初演じる予定であったデボラ・ポラスキが体調不良で降板したため再び演じることになった。この時、シリヤの引退説も流れたものの「引退するなら、なぜ『イェヌーファ』の公演の合間にベルリンでのコンサートに出演し、それが終われば『イェヌーファ』の公演にとんぼ返りするのでしょうか？」と言って否定した。これと前後してオペラの演出も手掛け始め、演出作品にはブリュッセルでの『ローエングリン』などがある。2009年には、初めて歌曲のアルバムをリリース。2013年に入って早々、シリヤはフランクフルト歌劇場におけるハリー・クプファー演出のプロコフィエフ『賭博師』に祖母役で出演した。

## 主なディスコグラフィ・フィルモグラフィ

### ディスコグラフィ
- ワーグナー『さまよえるオランダ人』：フランツ・クラス、ヨーゼフ・グラインドル、フリッツ・ウール：ヴォルフガング・サヴァリッシュ指揮：1961年バイロイト音楽祭：Decca 478 0279（CD）[13]
- ワーグナー『ローエングリン』：ジェス・トーマス、アストリッド・ヴァルナイ、ラモン・ヴィナイ：サヴァリッシュ指揮：1962年バイロイト音楽祭：Decca 478 0279（CD）[14]
- ワーグナー『タンホイザー』：ヴォルフガング・ヴィントガッセン、エーベハルト・ヴェヒター、グレース・バンブリー：サヴァリッシュ指揮：1962年バイロイト音楽祭：Decca 478 0279（CD）[15]
- ベートーヴェン『フィデリオ』（抜粋）：アルトゥーロ・セルジ、レオナルド・ウォロウスキー、ペーター・ラッガー：ロヴロ・フォン・マタチッチ指揮フランクフルト歌劇場管弦楽団：1964年：Eurodisc 87 625 KR（LP）[16]
- ワーグナー『ラインの黄金』：テオ・アダム、アンネリス・ブルマイスター、ヴィントガッセン、グスタフ・ナイドリンガー：カール・ベーム指揮：1966年バイロイト音楽祭：Decca 478 0279（CD）[17]
- ワーグナー『神々の黄昏』：ビルギット・ニルソン、ヴィントガッセン、グラインドル、ナイドリンガー：ベーム指揮：1967年バイロイト音楽祭：Decca 478 0279（CD）[18]
- ワーグナー『さまよえるオランダ人』：アダム、マルティ・タルヴェラ、ジェームズ・キング：オットー・クレンペラー指揮ニュー・フィルハーモニア管弦楽団：1968年3月19日ロイヤル・フェスティバルホール：Testament SBT2 1423（CD）[19]
- プッチーニ『トスカ』（ドイツ語歌唱・抜粋）：キング、ディートリヒ・フィッシャー＝ディースカウ、ピエロ・デ・パルマ：ロリン・マゼール指揮ローマ聖チェチーリア音楽院管弦楽団：1966年：Decca AH3 41801（LP）[20]
- ベルク『ルル』：ブリギッテ・ファスベンダー、ヴァルター・ベリー、ハンス・ホッター：ドホナーニ指揮ウィーン・フィル：1976年：Decca 430 415-2（CD）[21]
- ベルク『ヴォツェック』：ヴェヒター、ヘルマン・ウィンクラー、ハインツ・ツェドニク：ドホナーニ指揮ウィーン・フィル：1979年：Decca 417 348-2（CD）[22]
- ワーグナー『ワルキューレ』：ポール・エルミンク、アレッサンドラ・マーク、ガブリエレ・シュナウト、ロバート・ヘイル：ドホナーニ指揮クリーヴランド管弦楽団：1992年：Decca 440 371-2（CD）[23]
- シェーンベルク『期待』：シュテファン・アントン・レック指揮：2000年パレルモ：Fondazione Teatro Massimo FTM 001（CD、2001）[24]
- ヤナーチェク『イェヌーファ』（第46回グラミー賞最優秀オペラ録音部門受賞）：カリタ・マッティラ、ジェリー・ハドリー、ヨルマ・シルヴァスティ：ベルナルト・ハイティンク指揮：2001年コヴェント・ガーデン：Decca 417 348-2（CD）[25][26]
- 『ロシアン・ソングス』（ラフマニノフ、ムソルグスキー、スクリャービン）：アンドレイ・ホテーエフ（ピアノ）：2009年：[11]

### フィルモグラフィ
- ヤナーチェク『イェヌーファ』：ロベルタ・アレクサンダー、フィリップ・ラングリッジ：アンドルー・デイヴィス指揮：1989年グラインドボーン音楽祭：ArtHaus Musik 100 208（DVD）[27]
- ヤナーチェク『マクロプロス家の事件』：キム・ベグリー、アンソニー・ロダン：アンドルー・デイヴィス指揮：1995年グラインドボーン音楽祭：ArtHaus Musik 100 208（DVD）[28]
- リヒャルト・シュトラウス『サロメ』：キャサリン・マルフィターノ、ブリン・ターフェル、ケネス・リーゲル：ドホナーニ指揮：1997年コヴェント・ガーデン：Decca 074 105-9（DVD）[29]

### サイト
- “Anja Silja” (英語). OPERA NEWS - FEATURES APRIL 2012 - VOL. 76, NO. 10.   OPERA NEWS / Brian Kellow (2012年). 2013年3月7日閲覧。
- “Anja Silja, nearly 70 and still going strong” (英語). The Telegragh - Opera.   The Telegragh / Rupert Christiansen (2008年). 2013年3月7日閲覧。
- “Bayreuth Star Goes on to Ovations in Her 60s” (英語). The New York Times.   The New York Times / Anthony Tomassini (2007年). 2013年3月7日閲覧。
- “Bayreuth Star Goes on to Ovations in Her 60s” (英語). The New York Times.   The New York Times / Anthony Tomassini (2007年). 2013年3月7日閲覧。
- “A femme fatale faces the music” (英語). The Telegragh - Opera.   The Telegragh / Michael White (2001年). 2013年3月7日閲覧。
- “'If you've really loved once then life is over'” (英語). The Guardian - The Friday interview.   The Guardian / Tim Ashley (2001年). 2013年3月7日閲覧。
- “Anja Silja, soprano” (英語). Colbert Artists Management - List of Aritsts.   Colbert Artists Management (2001年). 2013年3月7日閲覧。

### 印刷物
- NHK交響楽団 編『NHK交響楽団五十年史』NHK交響楽団、1977年。
- NHK交響楽団（編）「NHK交響楽団全演奏会記録2」『Philharmony』第73巻第2号、NHK交響楽団、2001年。
- 近藤憲一、「バイロイト・ワーグナー・フェスティバル 大阪」『伝説のクラシック・ライヴ 収録現場から見た20世紀の名演奏家』TOKYO FM出版、2005年、66-67頁。ISBN 4-88745-142-3。
- Anja Silja, by Josef Heinzelmann, Rembrandt Verlag, 1965.
- Die Sehnsucht nach dem Unerreichbaren, by Anja Silja (with Hubert Ortkemper), Parthus Verlag Berlin, 1999.  ISBN 3-932529-29-4